# Кацпер Сезонєнко
Кацпер Сезонєнко (пол. Kacper Sezonienko, нар. 23 березня 2003, Оструда, Польща) — польський футболіст, нападник гданьської «Лехії».

## Ігрова кар'єра

### Клубна
Кацпер Сезонєнко розпочав займатися футболом в академії рідного міста Оструда. У червні 2018 року футболіст приєднався до гданьської «Лехії». Перед початком сезону 2019/20 нападник отримав запрошення тренерського штабу до першої команди. Та влітку 2020 року Сезонєнко був відданий до в оренду до команди Другої ліги «Битовія». Вже 23 серпня він зіграв першу гру в новій команді в матчу Кубка Польщі.
Через рік Сезонєнко повернувся з оренди і 8 серпня 2021 року дебютував у складі «Лехії» у матчах Екстракласи. У грудні 2021 року футболіст підписав зклубом новий контракт до 2025 року.

### Збірна
З 2020 року Кацпер Сезонєнко є гравцем юнацьких збірних Польщі. У 2021 році він отримував запрошення до молодіжної збірної Польщі але на поле не виходив.